# 气旋乔伊
强烈热带气旋乔伊（英語：Severe Tropical Cyclone Joy）于1990年末袭击澳大利亚，在昆士兰州洛坎普顿引发了当地有纪录以来第三严重的洪灾。该气旋源于所罗门群岛附近一股微弱的热带低气压，起初向西面行进，于12月18日获命名为“乔伊”（Joy），成为1990－1991年澳大利亚海域热带气旋季期间第二个获得命名的风暴。转向西南后，乔伊发展出层次分明的风眼，并在逼近凯恩斯的过程中达到最大持续风速每小时165公里强度。凯恩斯受到狂风吹袭，风暴在这一过程中迅速减弱并转朝东南方向前进，之后又蜿蜒折回西南，于12月26日在昆士兰州的汤斯维尔附近登陆。乔伊于次日消散，其残留水分继续在昆士兰州上空产生倾盆大雨并持续了两周之久。
气旋在澳大利亚东北近海飘流期间给凯恩斯带去了时速约124公里的阵风，引起部分地区停电。风暴在麦凯催生出龙卷风，导致40套民房受损，该市以南持续瓢泼大雨共计产生的降雨量超过2米之多。乔伊引发的大部分破坏都是由严重的洪灾造成，受灾最严重的地区洪灾持续了数周之久。许多河流水位大幅上涨，菲茨罗伊河开闸泄洪，在25天内共向吉宝湾排放了约18万亿升的洪水，致使大堡礁珊瑚褪色、盐度降低，生态环境大受影响。菲茨罗伊河位于罗克汉普顿河段水位上涨至9.3米，迫使大量居民离开家园，一些滞留人员只能由救援直升机送来食品维生。风暴对澳大利亚其他地区有所助益，降水缓解旱情的同时，还帮助扑灭了悉尼附近的森林火灾。乔伊一共夺走了6人的生命，造成价值约3亿澳大利亚元的破坏（相当于1990年的2亿3419万美元和2025年的5.64億美元）。风暴过去后，昆士兰州宣布全州三分之一地区沦为灾区，气旋名称“乔伊”在气旋季过后退役，今后不再在澳大利亚地区热带气旋命名时采用。

## 气象历史
12月中旬，西太平洋有季风槽持续存在，在赤道以北和以南各催生出一股热带扰动。位于西北大西洋的扰动之后发展成了1990年太平洋台风季的台风拉斯。12月15日，所罗门群岛以东有热带低气压形成。接下来的数天里，系统从该群岛以南经过，并在这一过程中缓慢组织。12月18日，澳大利亚气象局开始对低气压进行追踪，并在系统升级成热带气旋后将其命名为“乔伊”。达尔文一位气象学家之后对在圣诞节临近时用了这样一个名称来为热带气旋命名表示遗憾，但风暴名单又的确是在此时轮到了这个名称（“乔伊”的英语意为“快乐”）。联合台风警报中心也于12月18日开始针对这场风暴发布热带气旋警告，并把系统编号为第06号热带气旋。由于南面存在高压脊，乔伊总体上继续向西南偏西方向移动。
风暴形成初期受到上层风切变的不利影响，但随着转向西南方向逼近高速气流，气旋的外界环境变得更有利于强化。乔伊迅速增强，12月21日期间已达到萨菲尔-辛普森飓风等级下飓风的最低强度标准。协调世界时12月23日凌晨0点，澳大利亚气象局估计乔伊的十分钟最大持续风速达到每小时165公里，在澳大利亚海域热带气旋强度等级中已属四级强烈热带气旋。与此同时，联合台风警报中心估计的一分钟最大持续风速也是每小时165公里。风暴发展出直径约50公里的风眼，并且带有同心风眼墙。风暴开始缓慢沿澳大利亚东北近海移动，在距凯恩斯不到100公里处经过，并转朝东南方向飘移。气旋南部有高气压区逐渐形成，导致其移动方向发生变化，并且有可能会回转向西再次影响凯恩斯，但由于受到干燥空气的影响，乔伊逐渐减弱，从最高强度降至萨菲尔-辛普森飓风等级下的强烈热带风暴标准范围。12月26日早上6点，风暴在转向西南后从昆士兰州汤斯维尔附近登陆，其时风力时速估计为95公里。联合台风警报中心这天中止针对这一天气系统发布警报；12月27日，乔伊在昆士兰州上空消散。风暴残留持续到了次年1月上旬，这一期间也持续在昆士兰州上空产生降水。

## 防灾措施
乔伊袭击澳大利亚前，菲茨罗伊岛（Fitzroy Island）和绿岛（Green Island）上度假村的居民纷纷乘坐船只和飞机撤离。政府在澳大利亚本土大陆设计了多个疏散人员安置中心，并命令澳大利亚陆军进入待命状态。军方将位于澳大利亚皇家空军汤斯维尔基地的黑鹰直升机部队往内陆撤离。希望岛（Hope Island）有一名男子在风暴来袭前请求直升机求援。斯恩斯的多个购物商场和附近的机场都因风暴的威胁被迫在圣诞节前夕关闭。多架航班转飞其他机场或延迟，致使约1000名游客滞留，其中许多人只能在机场过圣诞。昆士兰州东北部有一些地区的道路禁止通行，道格拉斯港（Port Douglas）遭强制撤离。布里斯班的洪水警报中心从12月23日到次年1月一共针对气旋乔伊发布了192份防洪预警，其中大部分预警信息都与河流沿线水位上涨有关。

## 影响

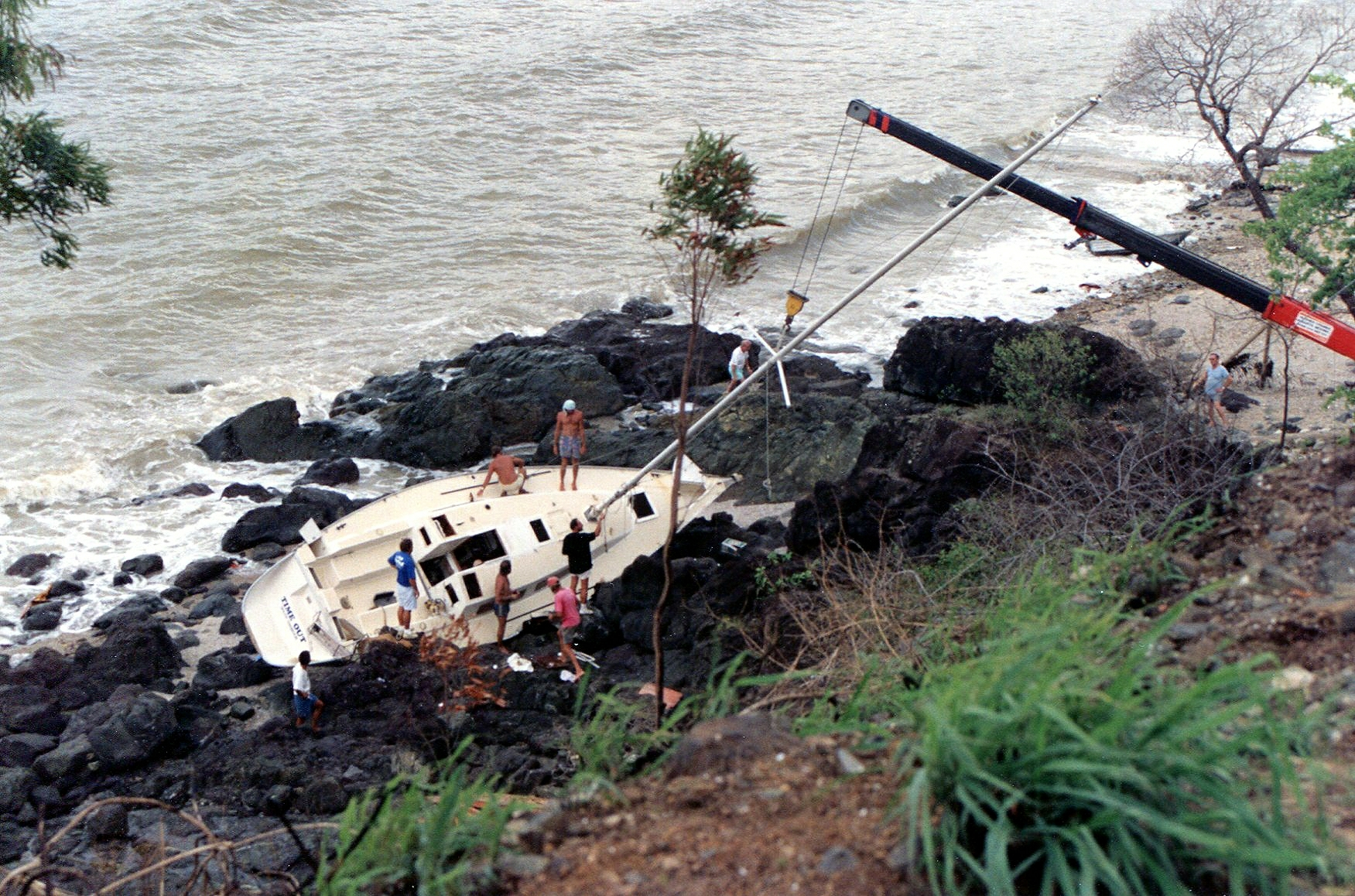
惠森迪岛上的艾尔利海滩有一艘游艇被冲至搁浅

气旋乔伊在距昆士兰州近海的绿岛不到80公里海域经过，产生的阵风时速达180公里；另外多个岛受到严重破坏，麦凯有一人在冲浪时溺亡。风暴期间有一艘船失去动力，船上4人被困在科克茅斯岛（Cockermouth Island）达4天之久，幸运的是他们随后都获直升机救援。惠森迪岛有许多船只受损。
风暴及其残留令昆士兰州普降暴雨并持续了约两周之久，麦凯以南的总计降雨量超过2米，鲍恩（Bowen）到圣劳伦斯（St. Lawrence）之间地区降雨量超过1米，萨里纳（Sarina）的单日降雨量最高，达458毫米。乔伊登陆期间的三天时间里给蓝山带去了总计831毫米降水，威塔拉（Waitara）也有506毫米。该区域的降水一直持续到了1991年3月，引发了超过一个世纪以来当地第三严重的洪灾。
气旋一共夺走了6条人命，其中5人是因河流泛滥溺毙，造成价值3亿澳大利亚元的破坏。乔伊在澳大利亚东北近海逗留期间产生了大范围的烈风强度大风，凯恩斯记录下124公里的阵风时速。大风刮倒了许多树木，导致电力和电话线路中断，供水也因风暴中断，瓦砾阻塞了道路，致使凯恩斯与外界的交通暂时瘫痪。风暴登岸期间，其外围雨带袭击麦凯，催生出的龙卷风破坏了40套房屋，另有两套被毁，还有一处旅行车停车场受损。当地对风暴出现缺乏准备，麦凯所受破坏价值约1000万澳大利亚元。降水引发的洪灾对全市90%的区域产生影响，导致火车通行受阻，有三辆列车取消，数以百计的旅客被困。道格拉斯港出现约0.5米高的风暴潮，基本上没有产生不利影响。因尼斯费尔（Innisfail）有90%的庄稼被毁，20余套房屋受到大风损伤。凯恩斯地区的蕉农一共损失了120万串香蕉。总计农作物损失达7000万美元，其中大部分都是甘蔗和香蕉。此外，当地还有约3万头牲畜死亡。

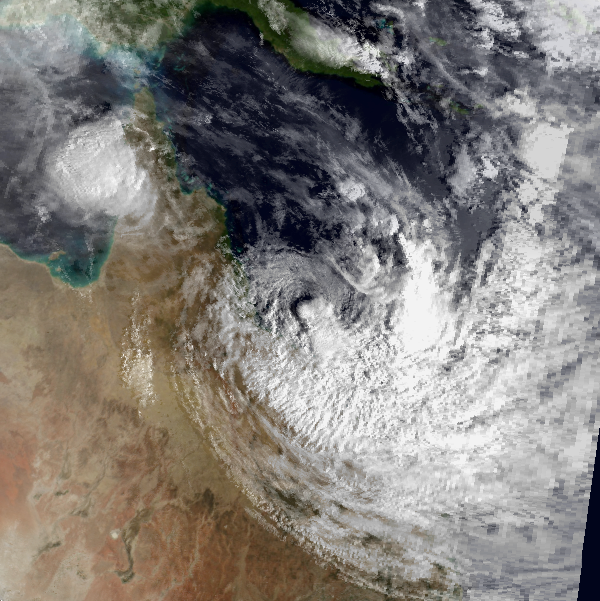
即将登陆并且正在减弱的气旋乔伊

气旋乔伊产生的降雨导致昆士兰州大片地区洪水肆虐，有10条河的水位出现大幅上涨。单菲茨罗伊河上涨后就淹没了4000平方公里区域。河流开闸大量泄洪，致使河道沿线受到严重侵蚀，冲走了1800万吨土壤和植被。12月下旬，先锋河位于麦凯境内河段水位最高达到7.6米，没有超出堤坝限制。盖鲁（Giru）有许多街道和房屋被淹，并且这一情况还会断断续续地延续到来年2月。塔利河沿线水位高涨，布鲁斯高速公路部分路段被淹。时间进入1991年1月的第二个星期后，赫伯特河最高水位达到11.32米，造成英厄姆（Ingham）的居民区洪水泛滥。另一方面，风暴产生的降水也缓解了悉尼附近的森林大火。
菲茨罗伊河位于洛坎普顿境内河段一度上涨到9.15米深后出现短暂回落，之后又在1991年1月初涨至9.3米高，是1860年开始有纪录以来该河的第三高水位，仅次于1918和1954年的两场大洪灾。由于有多条支流在此流入，菲茨罗伊河在洛坎普顿附近水位保持在8米以上达13天之久。有350套房屋被河水淹没，是自1954年以来对该市造成破坏最严重的洪灾。洪水淹没了公路、铁路和机场，导致城市与外界的交通中断了约3个星期。昆士兰州总理汤姆·伯恩斯（Tom Burns）在洪灾达到最严重程度前宣布洛坎普顿沦为灾区，以便地区警察和有关部门将生活在洪水易发地区的居民强制撤离。最终有上千人前往地势更高的地点，大部分人前往亲朋好友家中或是附近的学校暂避。为了减少损失，150名志愿者填充了4.3万个沙袋为财物提供保护，一处受到影响的犬舍有约100条狗被附近居民所救。
大堡礁因风暴引发的洪水受损，出现珊瑚褪色。菲茨罗伊河开闸泄洪，在25天中共向吉宝湾排放了约18万亿升洪水，这些洪水在1月上旬流至大堡礁，导致海水盐度降低。大克佩尔岛（Great Keppel Island）有约85%的浅水珊瑚礁死亡。惠森迪岛也有珊瑚礁受损。菲茨罗伊河泄洪对许多岛屿和珊瑚构构成影响，程度主要取决于海流和风的方向。洪水还把一群淡水龟从澳大利亚本土冲到了西北岛（North West Island），不过它们之后都回到了自然栖息地。淡水的流入致使当地商业捕捞产量降低了30%。

## 善后
凯恩斯的工人在气旋过后数天里就恢复了供电和供水。乔伊引发的洪水退去后，受灾地区在1991年2月又因降雨导致大面积洪灾。洪水导致煤炭行业产量降低、出口受阻，损失达到约6000万澳大利亚元。洛坎普顿与外界的联系仍因洪水中断，当地食品和水出现短缺，因此数以百计的被困家庭需要依靠直升机投放的食品维生。洛坎普顿的交通直到1月20日才恢复正常，这时机场和进城的道路均已开放。由于乔伊的影响，洛坎普顿之后设立了洪泛区管理政策。洪水使得彼得·福斯特大坝流域在几星期内就已储满了水，这一过程本来在正常情况下需要耗费数年时间。风暴过去数月后，昆士兰国家公园和野生动物保护部收集发布了这场洪灾对环境产生影响的报告，其中指出洪水也存在有利的一面，如为动物繁殖新增了多个地点，还缓解了一些地方的旱情。昆士兰州政府对布鲁斯高速公路位于洛坎普顿附近部分路段做了升级，以减轻出现类似洪灾时遭受的破坏程度。
气旋乔伊过后，官方宣布昆士兰州三分之一的地区沦为灾区，将州基金用于救灾工作。昆士兰州政府向灾区内符合资格的家庭提供经济援助，并向受灾农民提供特殊贷款。澳大利亚联邦政府同意承担全部救灾花费的75%。由于这场风暴对澳大利亚产生了严重影响，世界气象组织之后将其名称“乔伊”予以退役，今后都不会再在澳州地区热带气旋命名时采用。

## 解释说明
1. ↑  联合台风警报中心是美国海军和空军的联合工作队，在西太平洋及其他地区发布热带气旋警告[5]。
2. ↑  1990年的汇率是1.281澳大利亚元兑换1美元[19]，所以3亿澳大利亚元相当于1990年的2341万9204美元和2025年的5636萬美元）。
3. ↑  风暴潮指平均潮汐高度和风暴产生潮汐高度之间的差距[23]。